# Epichnopterix fiebrigi
Epichnopterix fiebrigi är en fjärilsart som beskrevs av Köhler 1939. Epichnopterix fiebrigi ingår i släktet Epichnopterix och familjen säckspinnare. Inga underarter finns listade i Catalogue of Life.